# Rhodesian Brushstroke (камуфляж)
Родезійський мазок (англ. Rhodesian Brushstroke, дослівно — родезійський мазок пензля) — деформаційний військовий камуфляж, який використовувався силами безпеки Родезії в 1965-1980 роках, до його заміни на версію камуфляжу Lizard з вертикальними смугами в 1980 році.
Був стандартним камуфляжем родезійської армії та британської поліції Південної Африки, хоча використовувався в менших обсягах також персоналом INTAF. Дизайн також використовувався для одностроїв спецназу Південної Африки, призначених для таємних операцій. Подібну модель використовує Національна армія Зімбабве.

## Розвиток та історія
До односторонньої Декларації незалежності Родезії, рядовий персонал Родезійської армії мав однострої з однотонним камуфляжем кольору хакі. Битва при Сіної та початок війни Родезійського Буша спонукали сили безпеки розробити більш відповідну форму, спеціально розроблену для ландшафтів цього регіону.
Імовірно візерунок був розроблений Ді Кемероном з David Whitehead Textiles. Дефіцит тканин та обладнання на ранніх етапах був подоланий завдяки технічній допомозі Південної Африки та Португалії, завдяки якій були створені місцеві потужності для виготовлення нової бойової форми.

## Опис
Камуфляж Rhodesian Brushstroke сформований з великих контрастних між собою плям призначених розбивати (деформувати) контури об'єкта. Він є триколірним і складається з неакуратних мазків зеленого і коричневого кольору на світло-піщаному тлі. Як і в більшості деформаційних камуфляжів, візерунок використовує кольори з високою інтенсивністю контрасту між собою.

## Користувачі

### Родезія

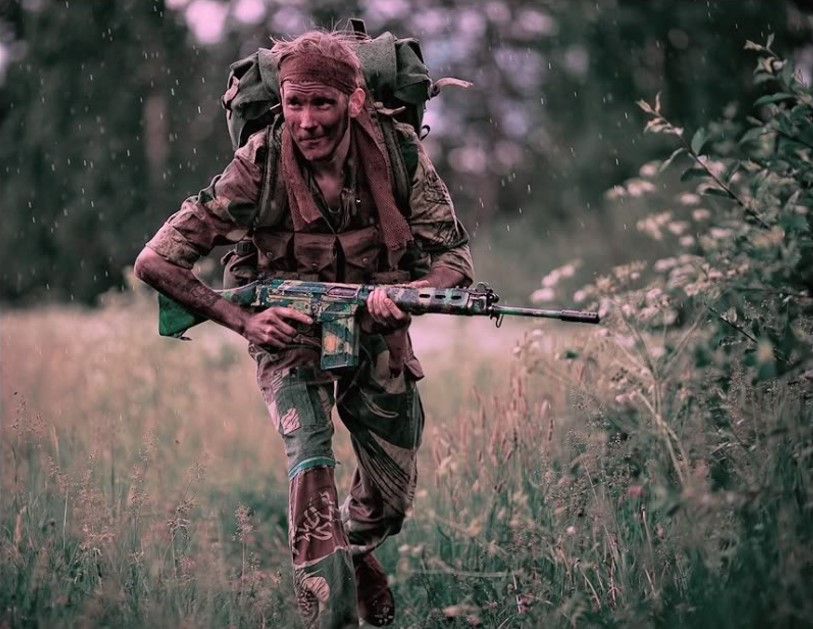
Військовий в камуфляжі Rhodesian Brushstroke

Основне родезійське військове спорядження, прийняте повсюдно між 1964 і 1966 роками, складалося з камуфляжної куртки, польового кашкета та штанів із широкими шлейками для надійного пояса та великими кишенями для вантажу. Звання, іменні стрічки або нашивки підрозділів були нашиті. У 1969 році куртки були значною мірою витіснені сорочками з більш легкого матеріалу для бойових дій у жаркому африканському кліматі. Пізніше, під час війни Буша родезійське бойове спорядження зазвичай приймало форму цільного комбінезона, але вимоги уніфікації залишалися досить м'якими . Окремі військовослужбовці часто модифікували свою уніформу, щоб вкоротити рукава, тоді як інші носили приватно придбані футболки з тим самим камуфляжним принтом. Від довгих камуфляжних штанів також переважно відмовилися на користь шортів.
Хоча камуфляжний візерунок Родезійський мазок сам по собі вважався дуже ефективним, тканина місцевої уніформи була низької якості, і родезійські військові часто заздрили іноземним добровольцям, які привозили з собою більш міцний одяг іноземного виробництва.

### Зімбабве
Збройні сили Зімбабве спочатку відмовилися від існуючих запасів родезійського бойового спорядження на користь версії камуфляжу Lizard з вертикальними смугами португальського дизайну в 1980-х роках. Проте оригінальний камуфляж Rhodesian Brushstroke був повторно прийнятий в 1990-х роках, незадовго до Другої війни в Конго. Зараз Зімбабве виробляє військову форму у двох варіаціях камуфляжу Rhodesian Brushstroke, призначену для сухого сезону та сезону дощів відповідно. У варіанті сухого сезону використовується світлий колір хакі, а у варіанті сезону дощів — зелена основа. Різниця між оригінальним родезійським камуфляжем і версією зімбабвійської армії полягає в тому, що в зімбабвійському візерунку коричневі мазки нанесені поверх зелених, а не під ними.

### Південна Африка
Наприкінці 1970-х південноафриканські пілоти, технічний персонал і спецназ часто діяли разом із силами безпеки Родезії. Через таємний характер їх місій, їм було заборонено носити власну військову форму, а натомість видавалась родезійська. Південноафриканські підрозділи, які отримали запаси родезійської форми включали три південноафриканських піхотних батальйонів та один парашутний батальйон. Спецназ Південної Африки також носив родезійську бойову форму під час рейдів у Мозамбіку під час громадянської війни в Мозамбіку. Ця практика була в основному припинена після здобуття Зімбабве незалежності в 1980 році. Родезійське бойове спорядження продовжували видаватися колишнім родезійським військовослужбовцям, які служили в підрозділах спецназу Південної Африки, які діяли в Зімбабве між 1981 і 1984 роками.

### Недержавні актори
Вкрадені чи захоплені родезійські однострої з камуфляжем Rhodesian Brushstroke час від часу потрапляли в руки Народної революційної армії Зімбабве (ZIPRA), яка використовувала їх, щоб маскувати власні підрозділи під родезійські сил безпеки. До стандартизації уніформи в середині 1970-х років, Народні збройні сил визволення Анголи (FAPLA) також в обмежених кількостях використовували родезійську бойову форму .

### Тестування в США
Розробляючи новий деформаційний камуфляж у 2000 році, Корпус морської піхоти США оцінив камуфляж Rhodesian Brushstroke як один із трьох найкращих існуючих військових камуфляжів, разом із двома версіями південнов'єтнамського камуфляжу Tigerstripe. Врешті жоден із цих трьох зразків не був прийнятий, оскільки морські піхотинці хотіли отримати більш сучасний дизайн. У 2002 році офіційним камуфляжем морських піхотинців США було затверджено піксельний камуфляж MARPAT, модифіковану версію канадського шаблона CADPAT.